# Autobahn Qingdao–Lanzhou
Die Autobahn Qingdao–Lanzhou oder die Qinglan-Autobahn (chinesisch 青兰高速公路, Pinyin Qīnglán gāosù gōnglù, englisch Qinglan Expressway), chin. Abk. G22, ist eine Ost-West-Autobahn in China. Sie führt von der Küstenstadt Qingdao in der Provinz Shandong nach Lanzhou in der Provinz Gansu. Die Autobahn wird nach Fertigstellung im Jahr 2019 eine Länge von 1795 km erreichen.